# Nowy Łowiczanin
Nowy Łowiczanin lokalny tygodnik informacyjny wydawany od 1990 w Łowiczu przez Nowy Łowiczanin s.c., a nakład jest weryfikowany przez Związek Kontroli Dystrybucji Prasy. Członek i jeden ze współzałożycieli Stowarzyszenia Gazet Lokalnych. Wymieniany wśród największych i najlepszych gazet lokalnych w Polsce.

## Historia pisma
Ukazywał się początkowo jako gazeta Komitetu Obywatelskiego „Solidarność”, redagowana społecznie przez grupę entuzjastów, na prywatnej maszynie do pisania. Po rozpadzie KO i przekazaniu prawa do tytułu od schyłku roku 90 prowadzona przez założycieli (obecnego red. naczelnego Wojciecha Waligórskiego i dyrektorkę wydawnictwa i sekretarza redakcji Ewę Mrzygłód-Waligórską).
Od 1 stycznia 1995 tygodnik (do końca 1994 wydawany dwa razy w miesiącu), od listopada 1995 w dużym formacie gazetowym A-3 (wcześniej druk powierzony, a nawet przez dwa lata własny, arkuszowy A-4), od listopada 1999 w pełnym kolorze na wybranych stronach, od maja 2000 w niezależnej drukarni.
Od maja 1997 wydaje wydanie lokalne „Wieści z Głowna i Strykowa” (od kilku lat w proporcjach: 12 stron głowieńskich, wymiennych – w stosunku do całej objętości wynoszącej zwykle 32, 36 lub 40 stron A-3). Na stronach głowieńskich ukazują się wiadomości z gmin: Głowno (miasto), Głowno (gmina), Stryków, Dmosin. Nakład wydania lokalnego wynosi 2683 egz. (11/2013).
Z inicjatywy Nowego Łowiczanina powstał Tygodnik Żychliński (kwiecień-czerwiec 2000) – jako kolejne wydanie lokalne i Tygodnik Kutnowski (wrzesień-grudzień 2003), a od 26 października 2007 działa codzienny serwis internetowy. Nakład gazety waha się od 11 tys. latem do 13,5 tys. zimą. Sprzedaż w 2006 była średnio ok. 10,5 tys., w 2007 11,5 tys. Kolportaż w ok. 85% opiera się o własną sieć sprzedaży.
Od 2000 redakcja w której zatrudnionych jest 16 osób ma nową siedzibę (patrz fot. obok).
Swoim zasięgiem Nowy Łowiczanin obejmuje: powiat łowicki, Głowno i okolice, Stryków i okolice, Sanniki i okolice.

## Nagrody
- 1994 – II nagroda w konkursie Prasa Lokalna – Demokracja Lokalna – Samorząd
- 1994 – nagrodę I stopnia w konkursie dla prasy lokalnej organizowanym przez Fundację na rzecz Demokracji w Europie Wschodniej (IDEE[8]
- 1996 – nagroda wojewody warszawskiego dla najlepszej gazety lokalnej na Mazowszu
- 1998 – nagrodę Płońskich Spotkań Mediów Lokalnych dla najlepszej gazety lokalnej na Mazowszu, Mazurach, Kurpiach i Podlasiu
- 2000 – tytuł „Gazety Dziesięciolecia” nadany przez IDEE.
- 2008 – tytuł Gazety Lokalnej Roku – Stowarzyszenie Gazet Lokalnych (SGL)[9]
- 2011 – wydawca Wojciech Waligórski otrzymał Nagrodę Stowarzyszenia Dziennikarzy Polskich im. Bolesława Wierzbiańskiego Fundacji Przestrzeni Obywatelskiej Pro Publico Bono za podejmowanie ważkich, dla społeczności lokalnych, tematów[10].